# Métsovo
Métsovo (em grego:  Μέτσοβο; em aromeno Aminciu) é um cidade no Epiro no norte da Grécia, entre Janina ao norte e Metéora ao sul. É o maior centro da cultura aromena (os valáquios) na Grécia. Conta com pouco mais de seis mil habitantes e com uma área de 366,8 km².